# Потьмяніла репутація (фільм)
Потьмяніла репутація (англ. Tarnished Reputations) — американська драма режисера Герберта Блаше 1920 року.

## У ролях
- Долорес Кассінеллі — Гелен Сандерсон
- Алан Роско — Роберт Вільямс
- Нед Бертон — суддя Прінцтон